# Хантингберг (Индијана)
Хантингберг (енгл. Huntingburg) град је у америчкој савезној држави Индијана.

## Демографија
По попису из 2010. године број становника је 6.057, што је 459 (8,2%) становника више него 2000. године.
| Група             | 2000.         | 2010.         |
| Белци             | 4.992 (89,2%) | 4.845 (80,0%) |
| Афроамериканци    | 9 (0,2%)      | 33 (0,5%)     |
| Азијати           | 10 (0,2%)     | 19 (0,3%)     |
| Хиспаноамериканци | 549 (9,8%)    | 1.123 (18,5%) |
| Укупно            | 5.598         | 6.057         |